# Koloss (musikalbum)
Koloss är det svenska progressiva extrem metal-bandet Meshuggahs sjunde studioalbum, som enligt dem själva ska vara mörkare än det föregående albumet obZen där den kända Meshuggahlåten "Bleed" finns med. Albumet släpptes av det tyska skivbolaget Nuclear Blast i Europa den 23 mars 2012, och den 26 mars i USA.

## Låtlista
1. "I Am Colossus" – 4:43
2. "The Demon's Name Is Surveillance" – 4:39
3. "Do Not Look Down" – 4:44
4. "Behind the Sun" – 6:14
5. "The Hurt That Finds You First" – 5:33
6. "Marrow" – 5:35
7. "Break Those Bones Whose Sinews Gave It Motion" – 6:53
8. "Swarm" – 5:26
9. "Demiurge" – 6:12
10. "The Last Vigil" (instrumental) – 4:32

Text: Tomas Haake (spår 1–4, 6–8), Mårten Hagström (spår 5, 9)
Musik: Mårten Hagström (spår 1, 3, 5–10), Fredrik Thordendal (spår 1–3, 6, 8), Jens Kidman (spår 4)

## Medverkande
Musiker (Meshuggah-medlemmar)
- Jens Kidman – sång, gitarr
- Fredrik Thordendal – gitarr, keyboard, bakgrundssång
- Mårten Hagström – gitarr, bakgrundssång
- Dick Lövgren – basgitarr
- Tomas Haake – trummor, slagverk, talade ord

Produktion
- Meshuggah – producent
- Fredrik Thordendal – ljudtekniker
- Daniel Bergstrand – ljudmix
- Göran Finnberg – mastering
- Keerych Luminokaya – omslagskonst